# Warnweste

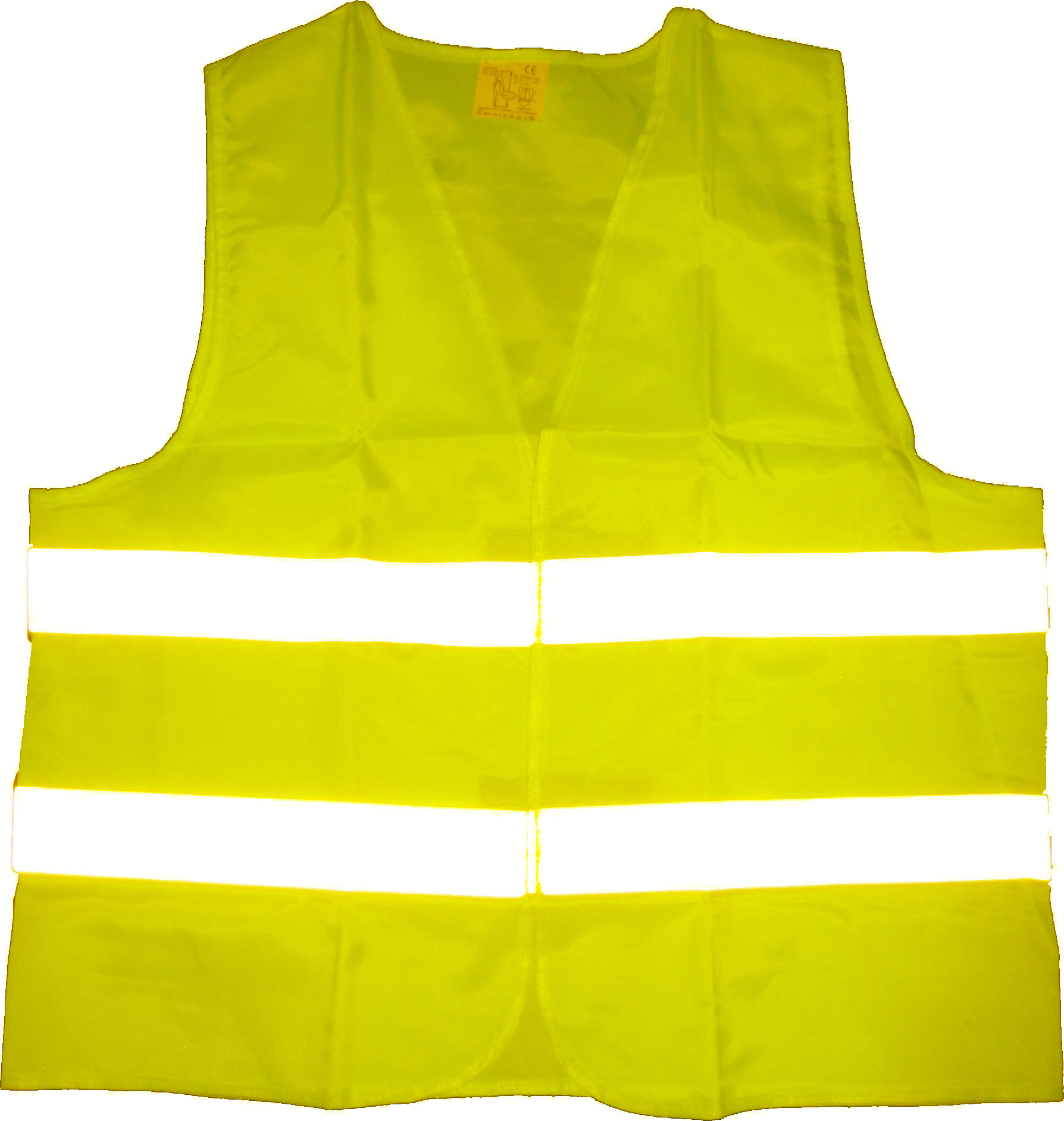
Warnweste gemäß EN 471, gelb

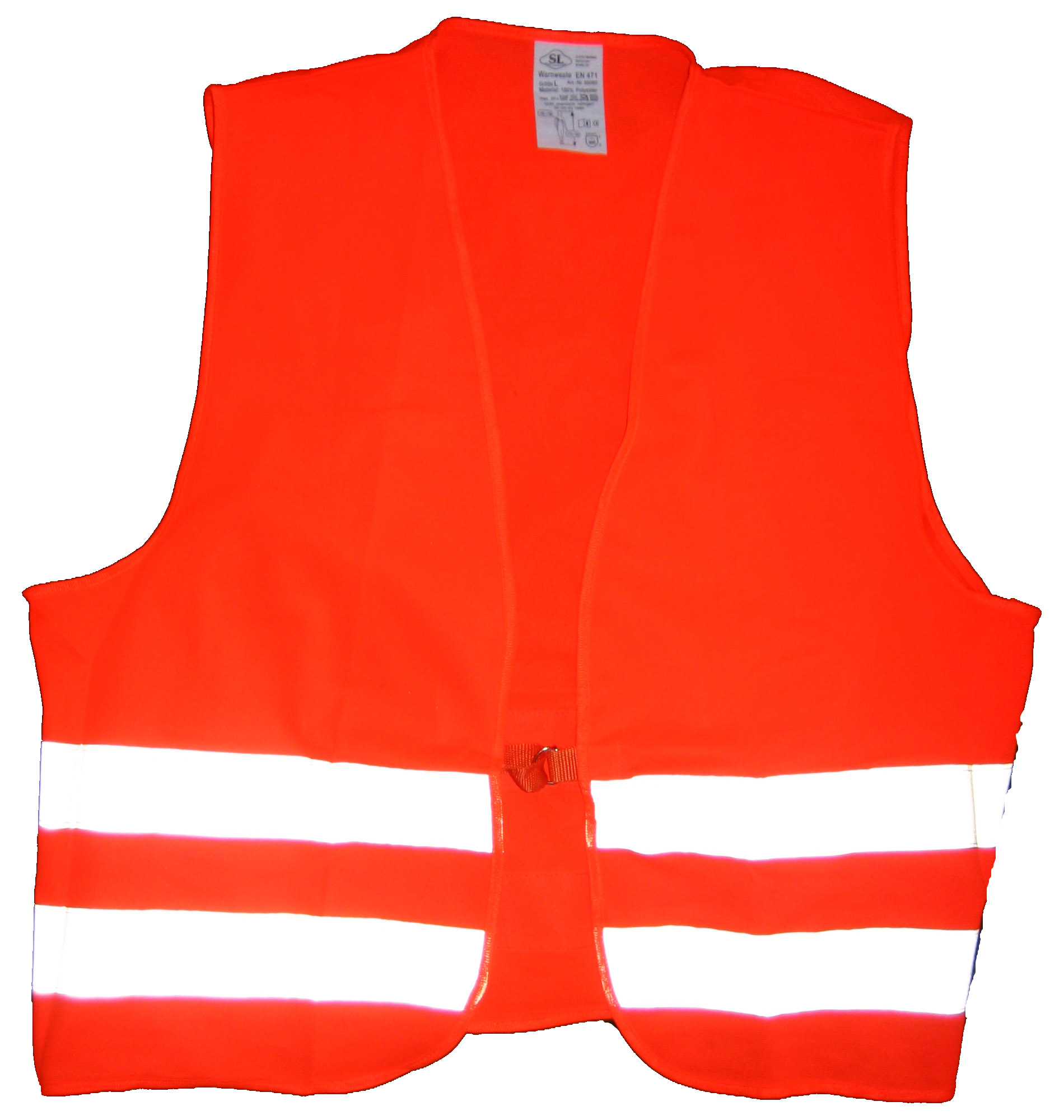
Warnweste gemäß EN 471, orange

Piktogramm „Warnweste benutzen“ nach DIN EN ISO 7010

Eine Warnweste (auch Leuchtweste, Reflektorweste, Sicherheitsweste, Signalweste oder besonders für die Jagd Signaljacke) ist eine Weste in meist gelber oder oranger Tagesleuchtfarbe mit retroreflektierenden Streifen, die zur besseren Sichtbarkeit von Personen dient. Warnwesten werden zum Beispiel von Arbeitern im Straßenbau oder von Lkw-Fahrern getragen. Besonders auf der Autobahn bei einer Panne oder bei einem Verkehrsunfall ist es wichtig, bereits aus großer Entfernung gesehen zu werden.
Im Straßenverkehr zählt sie in einigen Ländern zu den mitzuführenden Ausrüstungsgegenständen im Kraftfahrzeug. In Belgien, Italien, Luxemburg, Slowenien, Spanien und Ungarn muss für jede Person im betreffenden Fahrzeug eine Warnweste vorhanden sein. In Deutschland war das Mitführen einer Warnweste bis zum 30. Juni 2014 nur in gewerblich genutzten Fahrzeugen vorgeschrieben und für Privatleute lediglich empfohlen. Infolge der 48. Verordnung zur Änderung straßenverkehrsrechtlicher Vorschriften (Beschluss des Bundesrates vom 5. Juli 2013) ist seit dem 1. Juli 2014 auch in der Bundesrepublik das Mitführen einer Warnweste in allen in Deutschland zugelassenen Personenkraftwagen, Lastkraftwagen, Sattelzugmaschinen, mehrachsigen Zugmaschinen sowie Kraftomnibussen, die auf öffentlichen Straßen in Betrieb gesetzt werden sollen, Pflicht. Hierbei reicht jedoch eine Warnweste pro Fahrzeug aus. Lediglich bei Dienstfahrzeugen, die regelmäßig mit mehreren Personen genutzt werden, sollten weitere Warnwesten vorhanden sein. Entgegen der Empfehlung vieler „Experten“ muss nicht für jeden Sitz eine Warnweste mitgeführt werden.

## Funktion

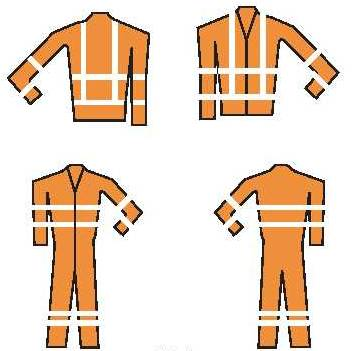
Beispiele für Warnkleidung (Warnhose und Warnjacke)

Die Warnweste kombiniert zwei verschiedene Funktionen zur besseren Erkennbarkeit:
- Bei Tageslicht nutzt die in Tagesleuchtfarbe ausgeführte Fläche das einfallende Sonnenlicht und erscheint besonders hell, indem UV-Licht mittels Fluoreszenz in sichtbares Licht gewandelt wird. Besonders gut funktioniert dies in der Dämmerung und bei trübem Wetter (wegen des dann höheren Anteils an kurzwelligem Licht).
- Bei Dunkelheit werfen die retroreflektierenden Elemente einfallendes Licht in Richtung der Lichtquelle zurück. Für diese Funktion muss sich daher der Beobachter nahe an einer die Umgebung ausleuchtenden Lichtquelle befinden. Bei Fahrzeugen ist dies durch das Abblendlicht gegeben, in anderen Fällen nur bei passender Anordnung der Beleuchtung.

Um die vorgesehene Sichtbarkeit zu erreichen, ist es erforderlich, dass die Warnweste geschlossen getragen wird. Meist erfolgt dies mithilfe eines Klettverschlusses auf der Vorderseite der Weste.
Passive Warnkleidung ist wenig wirksam, wenn die Benutzenden nicht durch eine Fremdlichtquelle angeleuchtet werden. Aktiv leuchtende Warnkleidung hat dagegen zusätzlich eingebaute Leuchtdioden. Tests haben gezeigt, dass LEDs auch bei geringen Leuchtdichten bis zu einer Entfernung von 150 m zur Lichtquelle sichtbar sind, dabei sind rote LEDs besser erkennbar als gelbe. Im Nahbereich der Lichtquelle (ca. 1 m) können höhere Leuchtdichten allerdings zu einer Blendung führen. Die Forschungserkenntnisse – auch zu elektronischen und sicherheitstechnischen Anforderungen aktiver Warnkleidung – finden sich in der Norm DIN/TS 91418. Für geprüfte und zertifizierte Warnkleidung mit aktiver Beleuchtung hat DGUV Test zudem das Prüfzeichen „Sichere aktive Beleuchtung“ entwickelt.

## Normen und Klassen für Warnkleidung
Warnwesten wurden bis Oktober 2013 nach der Norm EN 471 klassifiziert. Seit Juni 2013 ist die Norm EN ISO 20471 gültig, die die EN 471 ersetzt. Bezüglich der Durchführung der Richtlinie 89/686/EWG zur Angleichung der Rechtsvorschriften der Mitgliedstaaten für persönliche Schutzausrüstungen wurde die Annahme der Vermutung der Konformität mit den grundlegenden oder weiteren Anforderungen der einschlägigen Rechtsvorschriften der Union (Konformitätsvermutung) für die ersetzte EN 471:2003+A1:2007 am 30. September 2013 beendigt. Am 12. April 2017 wurde die EN ISO 20471:2013/A1:2016 erstmals im Amtsblatt veröffentlicht; bezüglich der Durchführung der Richtlinie 89/686/EWG wurde die Annahme Konformitätsvermutung für die durch sie ersetzte EN ISO 20471:2013 ohne die zitierte neue Änderung am 31. Mai 2017 beendigt.

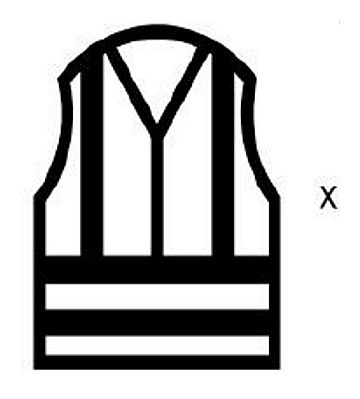
Piktogramm ähnlich dem der DIN EN ISO 20471

Warnwesten sind in den Normen EN ISO 20471 und EN 1150 geregelt.
Während EN 1150 nur für Warnkleidung für den nicht professionellen Gebrauch (d. h. Freizeitanwendung) gilt, regelt die EN ISO 20471 Warnkleidung auch für gewerbliche Anwendungen. Die bis Oktober 2013 gültige Norm EN 471 beschreibt drei Schutzklassen. Vorgeschriebene Warnkleidung im Straßenverkehr musste in der Regel mindestens Klasse 2 erfüllen. Für Versicherte der gesetzlichen Unfallversicherung (mit Ausnahme der Sozialversicherung für Landwirtschaft, Forsten und Gartenbau – die bei Durchführung der Aufgaben der landwirtschaftlichen Unfallversicherung die Bezeichnung landwirtschaftliche Berufsgenossenschaft führt), die gewerbliche Abschlepp-, Bergungsarbeiten, Pannenhilfe oder Instandsetzungsarbeiten durchführen, ist Warnkleidung der Klasse 3 vorgeschrieben, für Personen im Rettungsdienst wird sie empfohlen.
| EN 471 Klasse | Fläche [m²] fluoreszierenden Materials | Fläche [m²] reflektierenden Materials | Beispiel, Bemerkung                                       |
| ------------- | -------------------------------------- | ------------------------------------- | --------------------------------------------------------- |
| 2             | 0,50                                   | 0,13                                  | Warnweste                                                 |
| 3             | 0,80                                   | 0,20                                  | Warnjacke mit langen Ärmeln, mit Reflexstreifen an Ärmeln |

Für eine Warnweste nach EN 471 waren zwei umlaufende, 50 mm oder breiter breite Reflexstreifen vorgeschrieben, während für Kleidung nach EN 1150 (Freizeitanwendungen) bereits ein einzelner, 25 mm breiter Reflexstreifen ausreicht. Die Nachfolge-Norm die EN ISO 20471 geht über die Forderungen der bisherigen EN 471 hinaus. Zusätzlich zu den um den Torso laufenden Streifen werden vertikale Streifen gefordert.
Weitere Änderungen der EN ISO 20471 im Vergleich zur EN 471 sind die zusätzliche Messung von Farbort und Leuchtdichte nach mindestens fünf Waschzyklen, die Überarbeitung der Designanforderungen sowie Änderung von Prüfanforderungen.

## Warnwestenpflicht in Europa
Reihung: D-A-CH, andere Länder alphabetisch.
- Deutschland: Seit dem 1. Juli 2014 muss in Personenkraftwagen, Lastkraftwagen, Sattelzugmaschinen, mehrachsigen Zugmaschinen sowie Kraftomnibussen, die im Verkehr auf öffentlichen Straßen in Betrieb genommen werden, mindestens eine Warnweste mitgeführt (§ 53a Absatz 2 Nr. 3 StVZO) und zuständigen Personen auf Verlangen vorgezeigt und zur Prüfung des vorschriftsmäßigen Zustands ausgehändigt (§ 31b Nr. 4a StVZO) werden. Warnwesten müssen der Norm DIN EN 471:2003+A1:2007, Ausgabe März 2008 oder der Norm EN ISO 20471:2013 entsprechen und in betriebsfertigem Zustand sein (§ 53a Absatz 1 Sätze 3–4 StVZO).[12] Bei einem Verstoß gegen die Mitführpflicht ist ein Verwarnungsgeld in Höhe von 15 Euro (Regelsatz des Bußgeldkataloges) vorgesehen.[13] Eine Tragepflicht besteht nicht; das Bundesverkehrsministerium verweist bezüglich des Tragens „auf das eigenverantwortliche Handeln der Verkehrsteilnehmer“.[14] Personen, die beim Bau, der Unterhaltung oder Reinigung der Straßen und Anlagen im Straßenraum oder bei der Müllabfuhr eingesetzt sind oder Straßen oder in deren Raum befindliche Anlagen zu beaufsichtigen haben, müssen bei ihrer Arbeit außerhalb von Gehwegen und Absperrungen auffällige Warnkleidung tragen (§ 35 Absatz 6 Satz 4 i. V. m. Satz 1 StVO), die der EN 471 entsprechen und zudem die in der Allgemeinen Verwaltungsvorschrift zur StVO aufgeführten Anforderungsmerkmale der EN 471 einhalten muss.[15]
Die Deutsche Gesetzliche Unfallversicherung (DGUV) hat gemäß § 15 Siebtes Buch Sozialgesetzbuch (SGB 7) Unfallverhütungsvorschriften erlassen, die für Unternehmer und Versicherte der gesetzlichen Unfallversicherung (mit Ausnahme der Sozialversicherung für Landwirtschaft, Forsten und Gartenbau – die bei Durchführung der Aufgaben der landwirtschaftlichen Unfallversicherung die Bezeichnung landwirtschaftliche Berufsgenossenschaft führt) und für Unternehmer und Beschäftigte von ausländischen Unternehmen, die eine Tätigkeit im Inland ausüben, ohne einem Unfallversicherungsträger anzugehören, gelten (auch soweit in dem oder für das Unternehmen Versicherte tätig werden, für die ein anderer Unfallversicherungsträger zuständig ist)[16] und von den betreffenden Personen zusätzlich zu den zuvor genannten allgemeinen Vorschriften einzuhalten sind: § 31 der DGUV Vorschrift 70 verpflichtet Unternehmer, maschinell angetriebene mehrspurige, nicht an Schienen gebundene Landfahrzeuge und deren Anhängefahrzeuge sowie den fahrzeugtechnischen Teil von Arbeitsmaschinen und Arbeitseinrichtungen, sofern sie selbstfahrend oder als Anhängefahrzeuge verfahrbar sind mit geeigneter Warnkleidung für wenigstens einen Versicherten auszurüsten. Dies gilt nicht für Fahrzeuge, die ausschließlich innerbetrieblich eingesetzt werden oder bei denen durch Ausrüstung der Fahrzeuge mit Funk und Einsatz von Werkstattwagen oder durch vergleichbare andere Maßnahmen sichergestellt ist, dass deren Fahrpersonal Instandsetzungsarbeiten auf öffentlichen Straßen nicht selbst durchführt. Das Fahrpersonal muss schriftlich angewiesen sein, solche Arbeiten nicht selbst durchzuführen. Die schriftliche Anweisung ist im Fahrzeug mitzuführen. Es gilt ebenfalls nicht für Fahrzeuge, die gemäß § 1 Absatz 2 von der Geltung dieser BG-Vorschrift ausgenommen sind.[17] „Die Verpflichtung, Fahrzeuge mit Warnkleidung für wenigstens einen Versicherten auszurüsten, bedeutet, dass Fahrzeuge, die ständig mit Fahrzeugführer und Beifahrer besetzt sind, auch mit zwei Warnkleidungen auszurüsten sind.“[7] Die Warnkleidung muss den Durchführungsanweisungen zur DGUV Vorschrift 70 entsprechen, die auf DIN EN 471 und bestimmte Anforderungsmerkmale dieser verweist, aber auch Feuerwehrschutzkleidung und Warnkleidung gemäß den Bestimmungen der BGV C27[18] und der BGR 238-1 als geeignet einstuft.[7] Wer vorsätzlich oder fahrlässig diesen Bestimmungen der Unfallverhütungsvorschrift zuwiderhandelt, handelt gemäß § 58 der DGUV Vorschrift 70 ordnungswidrig im Sinne des § 209 Absatz 1 Nr. 1 Siebtes Buch Sozialgesetzbuch (SGB VII),[17] was gemäß § 209 Absatz 3 SGB VII mit einer Geldbuße bis zu zehntausend Euro geahndet werden kann.
- Österreich: Die Lenker aller mehrspurigen Kraftfahrzeuge (also auch Quads, Microcars, Zugmaschinen usw.) müssen seit 1. Mai 2005 mindestens eine Warnweste mitführen und diese dort tragen, wo sie auch ein Pannendreieck aufstellen müssen.[19] Auf Autobahnen, Autostraßen sowie Landstraßen müssen sie im Fall, dass das Fahrzeug wegen einer Panne oder ähnlichem außerhalb von gekennzeichneten Parkplätzen oder Rasthäusern abgestellt wird, ebenfalls getragen werden. Gilt nicht für Motorradfahrer.[20] Bußgeld bei Verstoß gegen die Mitführ- oder Tragepflicht: 14 bis 36 Euro.[21]
- Belgien: Seit 1. Februar 2007 Tragepflicht einer Warnweste pro Fahrzeug beim Verlassen des Fahrzeuges (einschließlich Motorrädern) bei Unfällen und Pannen außerhalb von Ortschaften und auf Autobahnen sowie Kraftfahrstraße.[22] Eine Mitführpflicht einer Warnweste besteht nicht. Bußgeld bei Verstoß gegen die Tragepflicht: 50 bis 1.375 Euro.[21][23]
- Finnland: Alle Fahrzeugführer sollen Kleidung mit reflektierendem Material tragen, wenn sie das Fahrzeug bei Dunkelheit verlassen müssen, ebenso Fußgänger, die bei Dunkelheit unterwegs sind. Verstöße werden bislang nicht mit einem Bußgeld geahndet.[22][23]
- Frankreich: Ab dem 1. Juli 2008 besteht eine Mitführpflicht für mindestens eine Warnweste sowie eine Tragepflicht bei Verlassen des Fahrzeugs aufgrund eines Unfalls oder einer Panne des Fahrzeugs für alle Insassen (gilt nicht für Motorräder, Dreiräder und Quads).[22] Auch Fahrradfahrer müssen seit 1. September 2008 außerorts nachts oder tagsüber bei schlechten Sichtverhältnissen eine Warnweste tragen.[24][25] Bußgeld bei Verstoß gegen die Mitführpflicht: mindestens 90 Euro,[21] bei Verstoß gegen die Tragepflicht: mindestens 22 Euro.[23]
- Italien: Seit dem 1. April 2004 Tragepflicht bei Unfällen und Pannen eines Fahrzeugs außerhalb von Ortschaften und auf Autobahnen. Gilt nicht für Motorradfahrer. Wird zur Absicherung des Fahrzeuges ein Pannendreieck aufgestellt, muss die Person, die das Dreieck aufstellt, die Warnweste tragen.[22] Eine Mitführpflicht einer Warnweste besteht nicht. Fahrradfahrer müssen seit 1. August 2010 nach Einbruch der Dämmerung und im Tunnel auch tagsüber eine Warnweste tragen.[26] Bußgeld bei Verstoß gegen die Tragepflicht: mindestens 41 Euro.[21]
- Kroatien: Tragepflicht bei Unfällen und Pannen eines Fahrzeugs außerhalb von Ortschaften und auf Autobahnen, auch für Motorradfahrer.[22] Verstöße werden bislang nicht mit einem Bußgeld geahndet.[21]
- Litauen: Radfahrer müssen bei Dunkelheit eine Warnweste mit Reflektoren tragen. Tagsüber müssen sie entweder ein weißes Vorderlicht oder ein rotes Rücklicht einschalten oder eine rote, orange oder gelbe Warnweste tragen, sofern sie auf der Fahrbahn fahren, nicht jedoch auf Radwegen, am Straßenrand oder auf Gehwegen.[27]
- Luxemburg: Seit 2008 besteht eine Tragepflicht einer Warnweste beim Verlassen des Fahrzeugs (einschließlich Motorrädern) bei Unfällen oder Pannen auf der Autobahn und auf Schnellstraßen. Auch Fußgänger, die am Fahrbahnrand von Landstraßen gehen, müssen nachts oder bei schlechten Sichtverhältnissen auch tagsüber eine Warnweste tragen. Die Regel gilt nicht, wenn eine Ausweichmöglichkeit auf einen Rad- oder Fußgängerweg besteht.[28] Eine Mitführpflicht einer Warnweste besteht nicht. Bußgeld bei Verstoß gegen die Tragepflicht: mindestens 49 Euro.[21][23]
- Montenegro: Tragepflicht bei Unfällen und Pannen eines Fahrzeugs außerhalb von Ortschaften und auf Autobahnen. Die Mitführpflicht ist gewährleistet, da alle Autofahrer während der Fahrt die Warnweste über die Rückenlehne des Fahrersitzes ziehen müssen.
- Norwegen: Seit dem 1. März 2007 besteht nur für Fahrzeuge mit norwegischem Kraftfahrzeug-Kennzeichen eine Mitführ- und Tragepflicht bei Unfällen und Pannen eines Fahrzeugs außerhalb von Ortschaften und auf Autobahnen. Gilt nicht für Motorradfahrer.[22] Verstöße werden bislang nicht mit einem Bußgeld geahndet.[21]
- Portugal: Seit dem 25. Juni 2005 gibt es nur für Fahrzeugführer von Fahrzeugen mit portugiesischem Kraftfahrzeug-Kennzeichen eine Mitführ- sowie Tragepflicht einer Warnweste; jedoch nicht für Motorrad- und Trikefahrer. Die Fahrzeugführer müssen eine Warnweste tragen, falls sie ihr Fahrzeug außerhalb geschlossener Ortschaften bei einem Unfall oder Panne verlassen und sich auf der Fahrbahn oder dem Randstreifen aufhalten.[22][23] Bußgeld bei Verstoß gegen die Mitführpflicht: 60 € bis 300 €, bei Verstoß gegen die Tragepflicht: 120 bis 600 Euro.[23]
- Slowakei: Mitführ- und Tragepflicht bei Unfällen und Pannen eines Fahrzeugs außerhalb von Ortschaften und auf Autobahnen, auch für Motorradfahrer.[22] Bußgeld bei Verstoß gegen die Mitführ- oder Tragepflicht: mindestens 50 Euro.[21]
- Slowenien: Eine Mitführpflicht einer Warnweste besteht nicht. Es besteht eine Tragepflicht einer Warnweste beim Verlassen des Wagens nach einem Unfall oder einer Panne auf Autobahnen oder Schnellstraße. Für Motorradfahrer besteht die Tragepflicht jedoch nicht. Bußgeld bei Verstoß gegen die Tragepflicht: 40 Euro.[23]
- Spanien: In Spanien gilt diese Tragepflicht seit dem 24. Juli 2004. Alternativ zur Warnweste sind auch fluoreszierende Hosenträger zugelassen. Gilt nicht für Motorradfahrer.[22] Bußgeld bei Verstoß gegen die Tragepflicht: bis zu 50 Euro.[21]
- Tschechien: Mitführ- und Tragepflicht bei Unfällen und Pannen eines privaten oder gewerblichen Fahrzeugs außerhalb von Ortschaften und auf Autobahnen. Dabei muss für jeden Mitfahrer eine Weste vorhanden sein.[22]
- Ungarn: Tragepflicht gilt für alle Fußgänger seit 2008 außerhalb des Ortsgebietes und damit auch für Fahrzeuginsassen, die ihr Fahrzeug verlassen.[29] Bußgeld bei Verstoß gegen die Mitführpflicht: Bis zu 30.000 Forint ( {\displaystyle \approx } 97,27 Euro).[21]

Warnwestenmitführpflicht in Europa (Stand 2009)

Für alle Länder (außer Deutschland) gilt, dass die Verwendungspflicht nur außerhalb geschlossener Ortschaften besteht. Im Detail gibt es bei den Vorschriften der einzelnen Länder aber große Unterschiede. In manchen Ländern benötigt man nur eine je Fahrzeug, in anderen dagegen eine je Sitzplatz. Zum Teil gibt es auch keine explizite Mitführverpflichtung, aber eine Verwendungsverpflichtung im Fall einer Panne oder eines Unfalles.
In Deutschland ist die Tragepflicht nicht durch eine straßenverkehrsrechtliche Vorschrift bedingt. Die Unfallverhütungsvorschrift der Berufsgenossenschaften enthält jedoch Regelungen für gewerblich genutzte, mehrspurige Kraftfahrzeuge. Es muss mindestens eine Weste für den Fahrer, bei Fahrzeugen, die regelmäßig mit Beifahrern besetzt sind, auch für die Beifahrer, mitgeführt werden. Die Weste ist bei Instandsetzungsarbeiten, Abschlepp- oder Bergungsarbeiten auf öffentlichen Straßen zu tragen. Das Nichtmitführen und das Nichtbenutzen sind nach der Unfallverhütungsvorschrift Ordnungswidrigkeiten im Sinne des Sozialgesetzbuches. Sie können von der Berufsgenossenschaft mit einem Bußgeld geahndet werden.
In Österreich haben sich bis 2010, nach vier Jahren Tragepflicht, die Unfälle aufgrund des Nichterkennens von Personen bei Dunkelheit auf der Fahrbahn um 39 Prozent vermindert. Die Zahl der Verunglückten reduzierte sich sogar um 53 %. Diese Ergebnisse und eine Blickanalysenstudie, die vom Verkehrsministerium in Auftrag gegeben wurde, sollen die Grundlage einer Initiative des Europäischen Automobil Clubs an das Europäische Parlament für eine europaweite einheitliche Regelung darstellen.

## Sonstige Verwendung

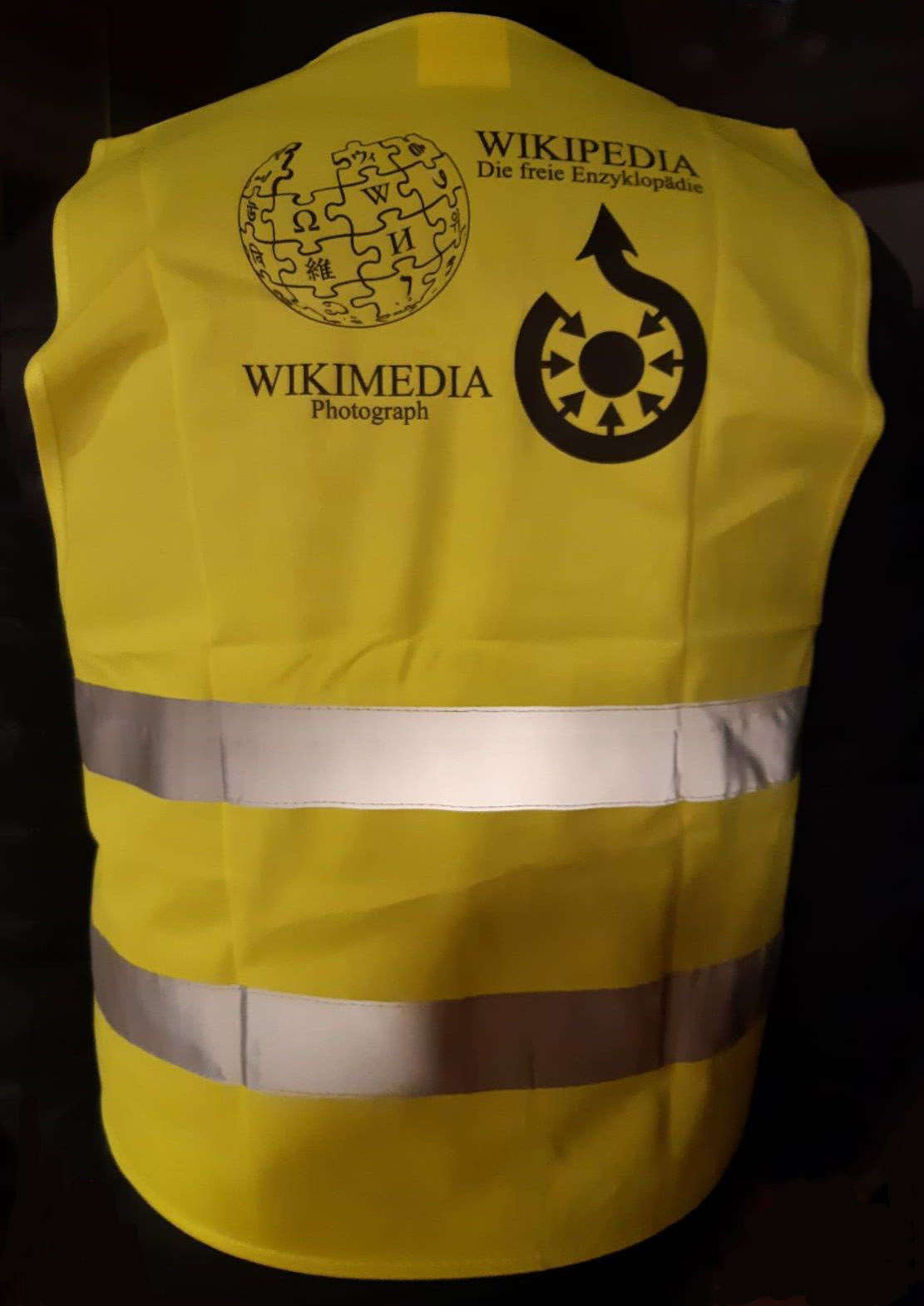
Warnweste mit Wikipedia/Wikimedia-Aufschrift

### Einweisende Versicherte der Sozialversicherung für Landwirtschaft, Forsten und Gartenbau (Einweiser)
„Einweiser müssen gut erkennbar sein. Sie haben sich im Blickfeld des Maschinenführers aufzuhalten.“ (§ 83 Absatz 4 der Unfallverhütungsvorschrift Technische Arbeitsmittel (VSG 3.1) der Sozialversicherung für Landwirtschaft, Forsten und Gartenbau) „Gut erkennbar sind Einweiser, die z. B. deutlich sichtbare Warnkleidung (Warnwesten) tragen. Auf DIN EN ISO 20471 „Hochsichtbare Warnkleidung – Prüfverfahren und Anforderungen“; 03/2017 wird hingewiesen.“ (Durchführungsanweisung zu Absatz 4)
„Versicherte, die einweisen, müssen leicht erkennbar sein.“ (§ 9 Absatz 4 der Unfallverhütungsvorschrift Sicherheits- und Gesundheitsschutzkennzeichnung (VSG 1.5) der Sozialversicherung für Landwirtschaft, Forsten und Gartenbau) „Je nach Situation und Lichtverhältnissen kann die Benutzung von auffälligen Erkennungszeichen, z. B. Warnwesten, erforderlich sein.“ (Durchführungsanweisung zu Absatz 4)

### Als Warnweste außerhalb des Straßenverkehrs

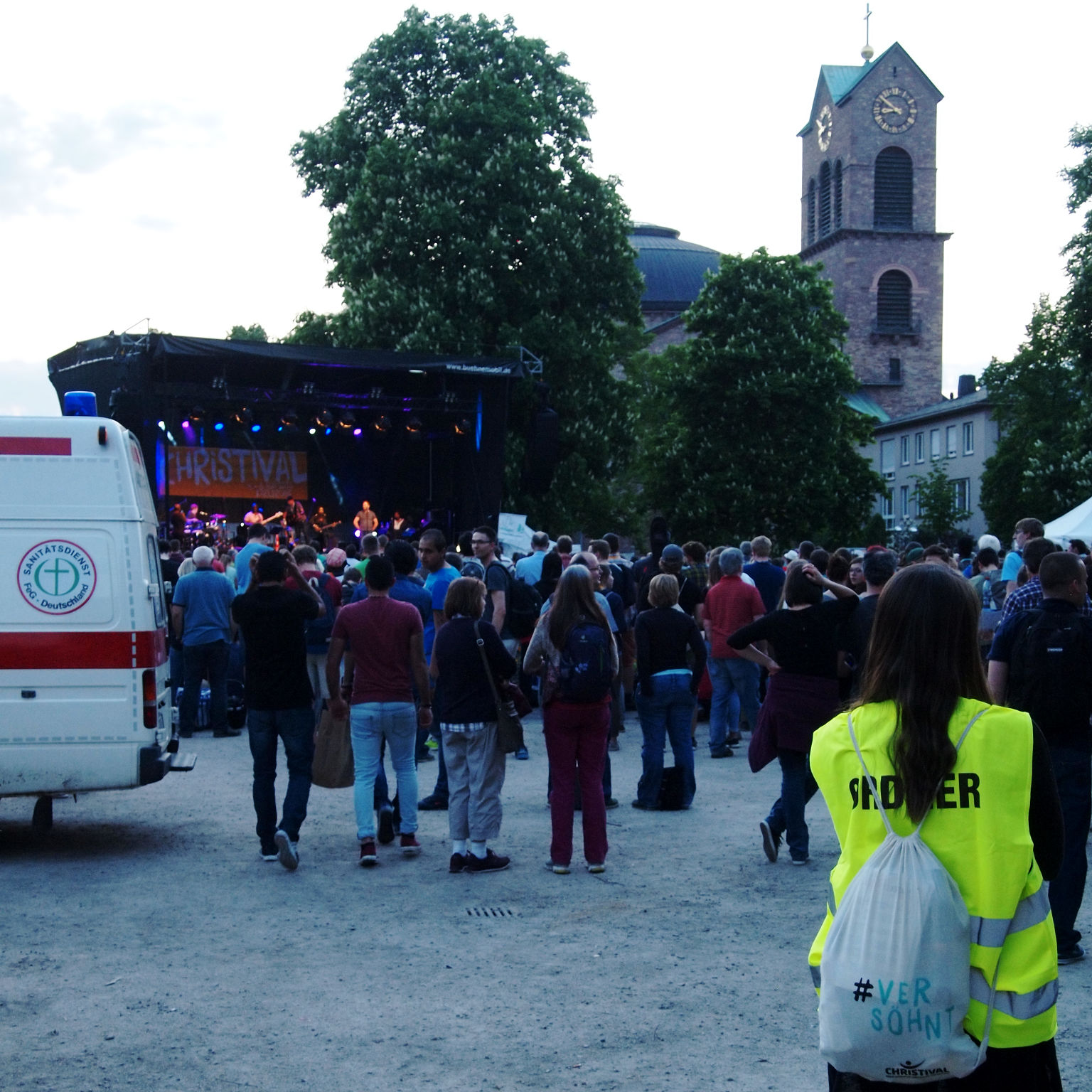
Gelbe Warnweste mit der Rückenaufschrift „Ordner“ nahe der Konzertbühne des Christival

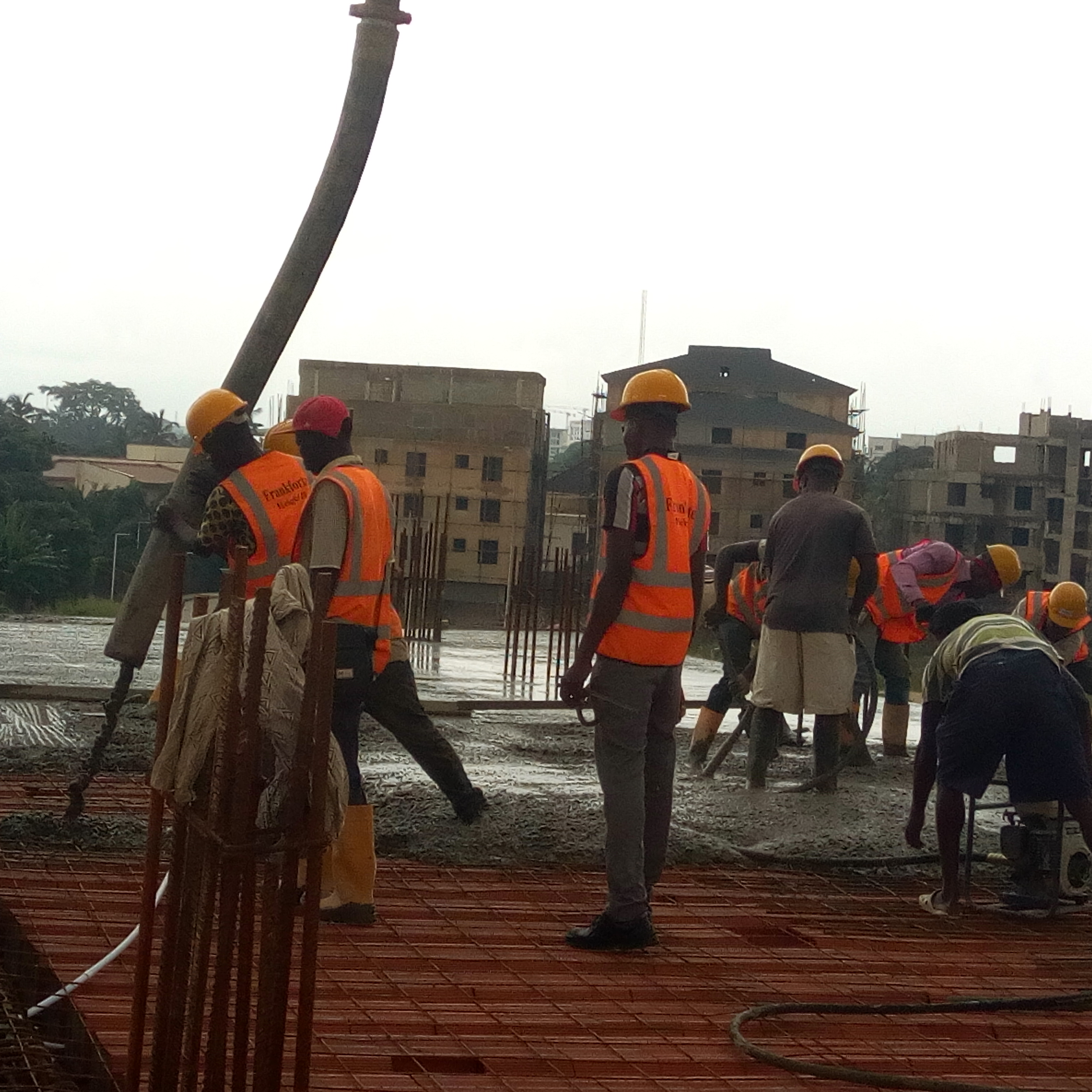
Bauarbeiter in Warnwesten beim Betonieren einer Gebäudedecke

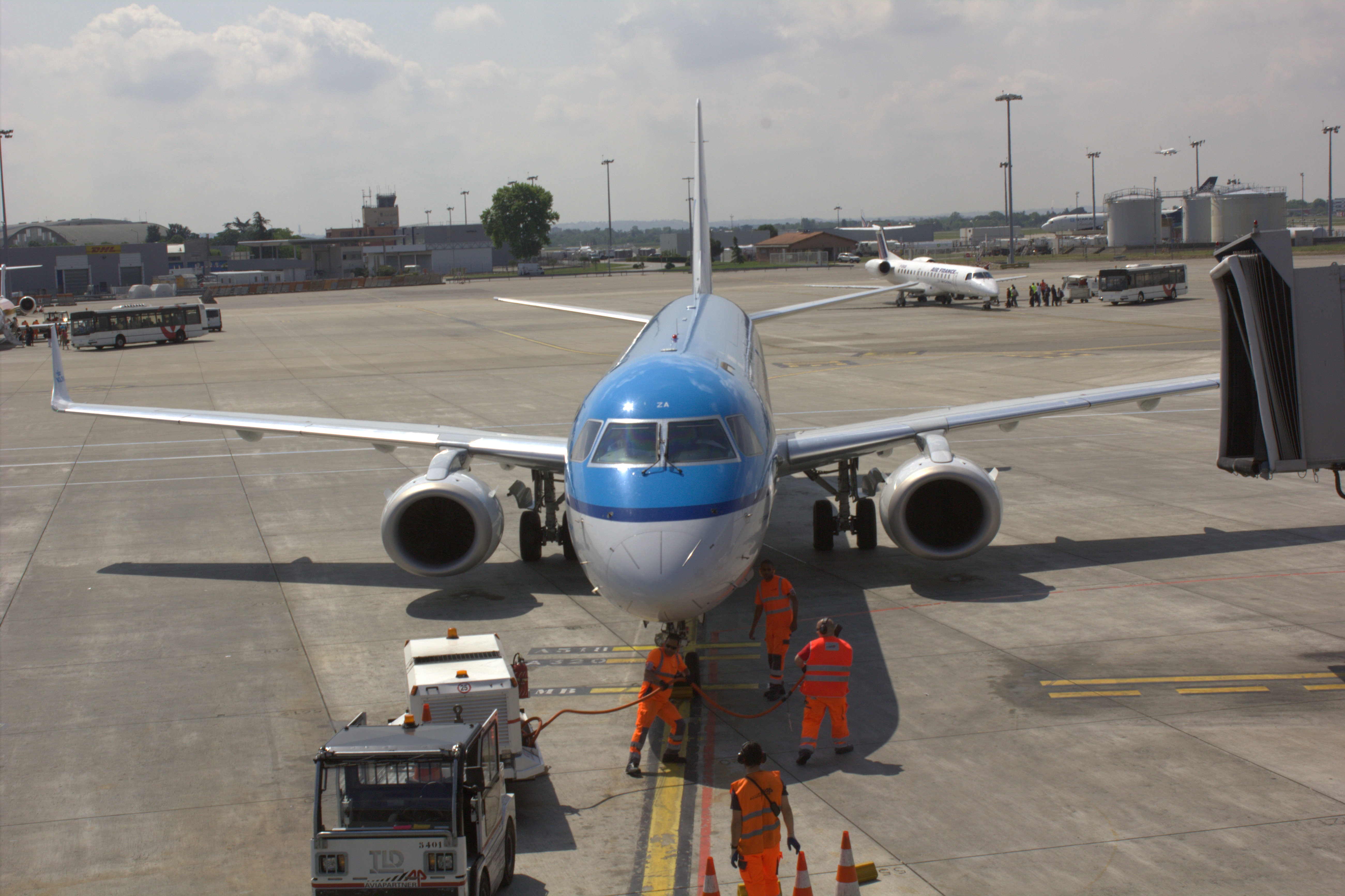
Flughafenpersonal in orange-roter Warnkleidung beim Anschließen einer Ground-Power-Unit an ein Flugzeug

Warnwesten werden auch außerhalb des Straßenverkehrs zur besseren Erkennbarkeit von Personen eingesetzt, zum Beispiel bei der Eisenbahn, auf Flughäfen, auf Baustellen und Hafengebieten oder für Ordner in Stadien sowie als Kennzeichnung von Pressefotografen.

### Als Funktionskennzeichnung bei Behörden und Organisationen mit Sicherheitsaufgaben

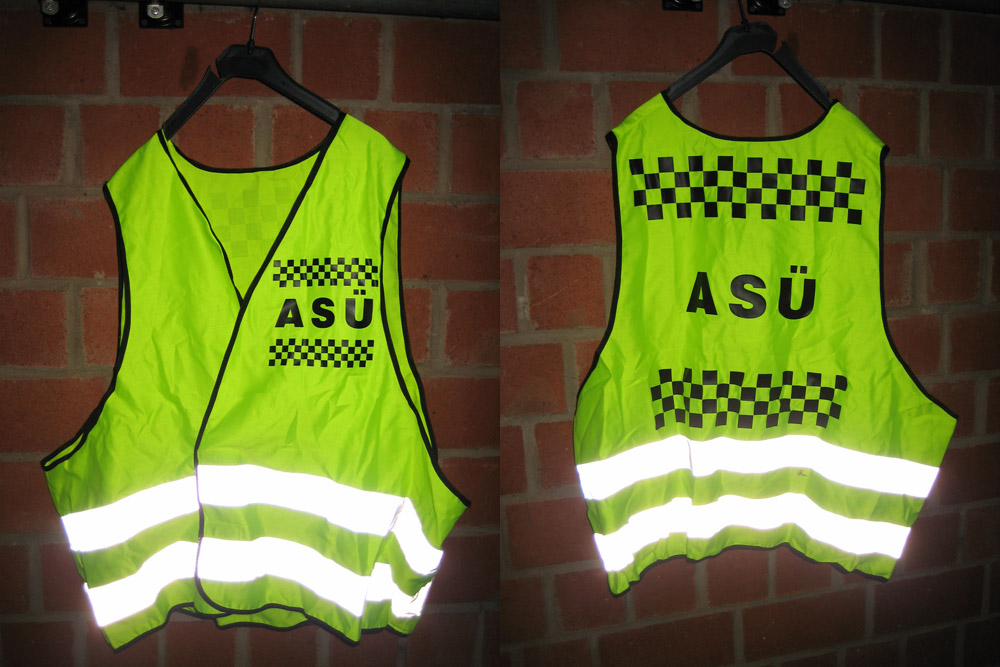
Mögliche Kennzeichnung für die Atemschutzüberwachung bei der Feuerwehr in Deutschland (Kennzeichnungsweste)

Gelegentlich werden Warnwesten in unterschiedlichen Farben auch als Kennzeichnungswesten verwendet, um Führungskräfte der Behörden und Organisationen mit Sicherheitsaufgaben im Einsatz weithin sichtbar zu kennzeichnen.

### Bei Jagden

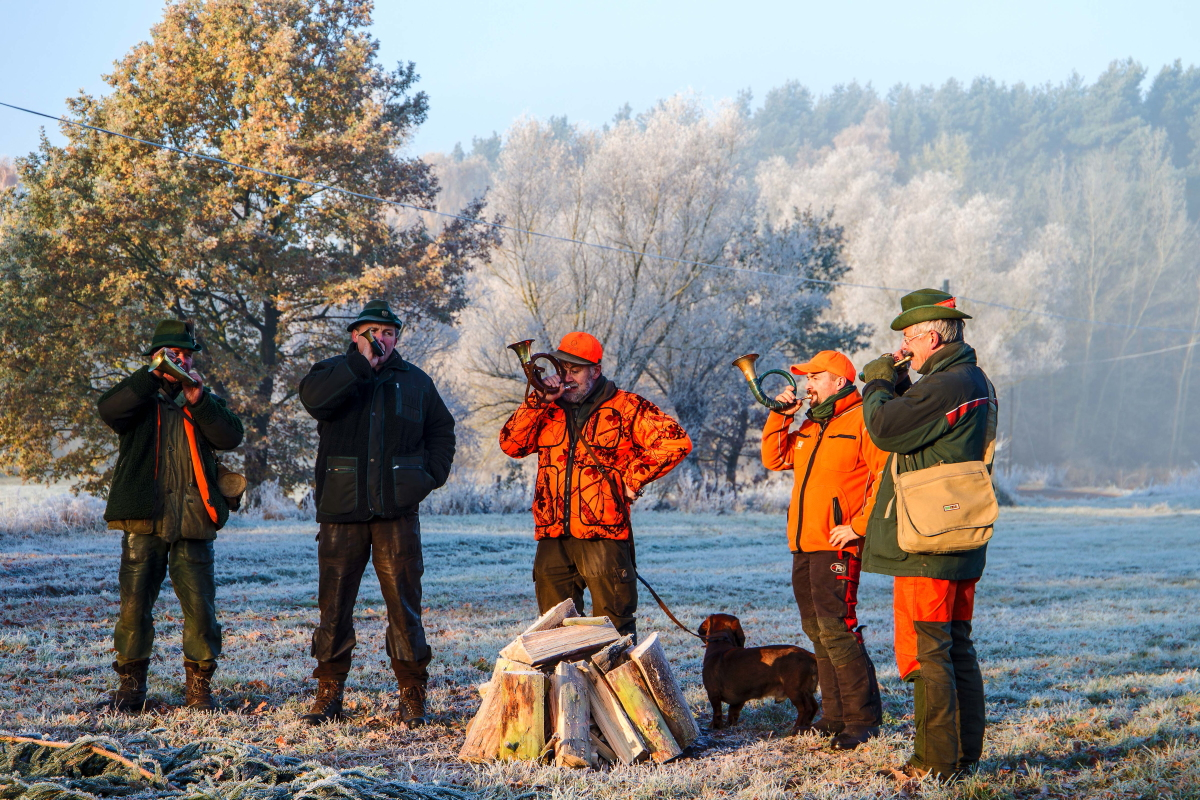
Drei dieser fünf Jäger in Mecklenburg tragen Kleidung mit orange-roter Signalfarbe

„Bei Gesellschaftsjagden müssen sich alle an der Jagd unmittelbar Beteiligten deutlich farblich von der Umgebung abheben.“ (§ 4 Absatz 12 der Unfallverhütungsvorschrift Jagd (VSG 4.4) der Sozialversicherung für Landwirtschaft, Forsten und Gartenbau) „Als deutlich farbliche Abhebung eignen sich bei Treibern, Treiber- und Durchgehschützen z. B. gelbe Regenbekleidung oder Brustumhänge in orange-roter Signalfarbe, bei Schützen z. B. ein orange-rotes Signalband am Hut.“ (Durchführungsanweisung zu Absatz 12)

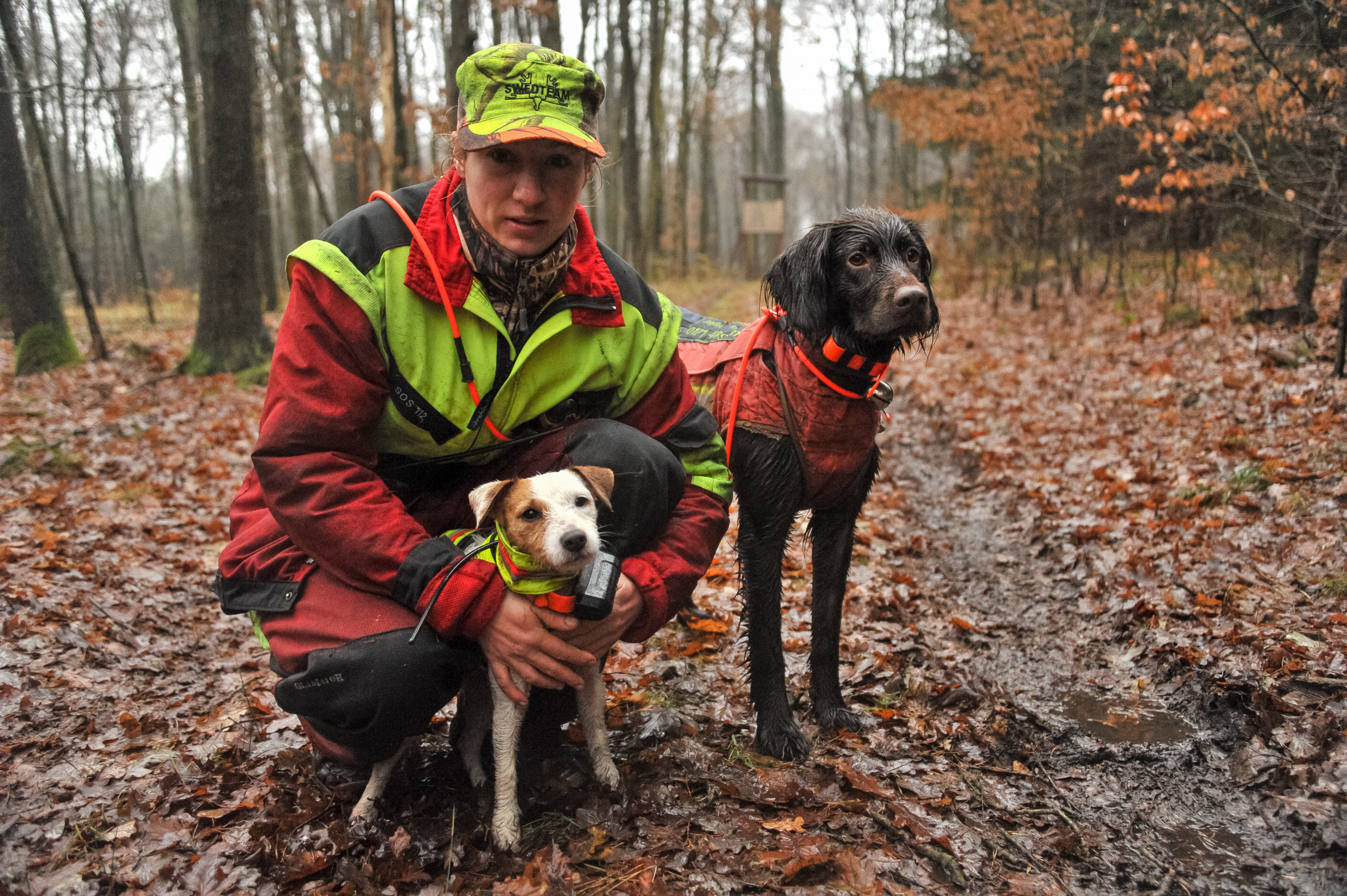
Jägerin und Hunde in moderner, großteils in roter und/oder gelber Farbe gehaltener Bekleidung, Hundehalsbänder und Leine sind in orange-roter Signalfarbe gehalten

Nicht nur für Jäger und Treiber, sondern auch für Hunde gibt es inzwischen Warnwesten für den jagdlichen Einsatz. Bei Drück- oder Treibjagden dienen diese der besseren Unterscheidung zwischen Wild und Hund.

### Als Erkennungsmerkmal von Protestbewegungen
Warnwesten werden auch als Erkennungssymbol von Protestbewegungen genutzt, z. B. durch die französische Gelbwestenbewegung. Bei Streiks der Gewerkschaften werden häufig Warnwesten getragen. Die Berliner Bürgerinitiative Deutsche Wohnen & Co. enteignen verwendete lilafarbene Warnwesten.

## Aufbewahrung
Oft sieht man, dass die Warnweste in Kraftfahrzeugen nur über einen der Sitze gehängt wird. Dabei ist aber zu bedenken, dass die Fasern, wenn sie dauernder Sonnenbestrahlung ausgesetzt werden, ihre Fluoreszenzeigenschaften in kurzer Zeit verlieren und die Warnweste ihre Schutzwirkung verliert. Außerdem können solcherart aufbewahrte Warnwesten bei einem Verkehrsunfall die Wirkung des in Sitzlehnen angebrachten Airbags beeinträchtigen. Obwohl der Aufbewahrungsort nicht festgelegt ist, sollte man beachten, dass der Zugriff auf den Kofferraum beispielsweise nach einem Unfall erschwert sein kann. Sinnvoller ist es daher, die Weste im Handschuhfach, im Seitenfach einer Tür oder unter dem Sitz aufzubewahren, wo sie besser vor Sonneneinstrahlung geschützt und schnell erreichbar ist.